# Ausschuss Aachener Karneval
Der FestAusschuss Aachener Karneval e. V., kurz AAK, ist die Dachorganisation aller Aachener Karnevalsvereine und das oberste Gremium des Aachener Karnevals.

## Geschichte
Am 12. Februar 1829 wurde der Karnevalsverein Florresei im damals neuen Aachener Stadttheater unter Beteiligung des Bürgermeisters Edmund Emundts und einer "stattlichen Anzahl ehrenwerter Männer" von dem Justizbeamten Clemens August Hecker und einem Carnevals-Comitée, dem späteren Elferrat, mit Genehmigung des Aachener Polizeidirektors Friedrich Joseph Freiherr von Coels von der Brügghen gegründet. Zweck der den damaligen Erfordernissen entsprechend polizeilich genehmigten Vereinsgründung war die Ordnung und Regulierung des Aachener Karnevalstreibens. 30 Jahre später, 1859, spaltete sich aus der Florresei eine Gruppe ab und gründete den Aachener Karnevalsverein (AKV), den heute größten Karnevalsverein in der rheinischen Karnevalshochburg Aachen, der vor allem wegen seiner jährlichen Verleihung des Ordens wider den tierischen Ernst bundesweit bekannt ist und die alte Florresei heute noch als Mutter ansieht.
Im Jahr 1935 wurde auf Initiative von Jacques Königstein der Ausschuss Aachener Karneval als ein Gremium ins Leben gerufen, das im Einvernehmen mit den Behörden Richtlinien und Bestimmungen erarbeiten sollte, um den Aachener Karneval wieder in geordnete Bahnen zu lenken. Den Vorsitz hatte Bürgermeister Lürken. Durch Königstein war der AAK auch an der Gründung des seit 1937 bestehenden Bundes Deutscher Karneval (BDK) als Gründungsmitglied beteiligt, wo der Ausschuss Aachener Karneval mit der Mitgliedsnummer 1 registriert ist. Mit dem Beginn des Zweiten Weltkriegs erlosch der Aachener Karneval. Nach Kriegsende wurde der AAK im Oktober 1949 wiedergegründet.

## AKiKa – Aachener Kinderkarneval
Königstein regte auch die Tradition des Aachener Kinderkarnevals an. 1937 wurde erstmals seine Idee eines kostümierten Kinderumzugs umgesetzt, was nicht nur in Aachen neu war, sondern überhaupt in Deutschland, und heute ebenso zum festen Bestandteil des Aachener Karnevalsbrauchtums gehört, wie die jährliche Proklamation des Aachener Märchenprinzen, des Karnevalsprinzen im Kinderkarneval, der, wiederum ohne Vorbild, seit 1950 jährlich ausgerufen wird.

## Der AAK in der Gegenwart
Der AAK ist heute ein den Öcher Fastelovvend (Aachener Karneval) koordinierender Dachverband für 54 Aachener Karnevalsvereine und gleichzeitig Landesverband im BDK, der seinerseits als Dachverband fungiert. Seine Mitglieder sind verpflichtet, das Brauchtum zu wahren und zu pflegen und dabei auf die vom Kalender vorgegebene Zeit zwischen Epiphanie/Dreikönigsfest und Aschermittwoch zu achten, also außerhalb der Karnevalszeit nur in Ausnahmefällen wie dem 11. November Karneval zu veranstalten. Der Ausschuss Aachener Karneval organisiert unter anderem den Aachener Rosenmontagszug, den Kinderkarneval, die Open-air-Veranstaltung am "Elften im Elften" zur Eröffnung des Karnevals und verschiedene traditionelle Feste.
Der AAK betreibt im Haus Löwenstein am Aachener Markt das Zentrale Karnevalsarchiv und -Museum.